# Pierre Macq
Pierre Macq, né le 8 juillet 1930 à Ganshoren et mort le 17 septembre 2013, est un physicien belge. Recteur de l'Université catholique de Louvain de 1986 à 1995, il a fondé durant cette période, en 1991, la chaire Hoover en faculté des sciences économiques, sociales et politiques. En 1973, il reçoit le prix Francqui en sciences exactes pour son travail en matière de physique nucléaire expérimentale. Il sera professeur ordinaire émérite de la faculté des Sciences.

## Biographie
Après des humanités gréco-latines poursuivies au Collège Saint-Jean-Berchmans de Bruxelles et une année préparatoire à l'examen d'entrée en ingénieur civil, Pierre Macq réalise ses candidatures d'ingénieur à l'UCL, puis une licence en sciences physiques qu'il termine en 1953. Avec l'appui d'une bourse de l'Institut de Recherche pour l'Industrie et l'Agriculture, il réalise une thèse de doctorat sous la direction de Guy Tavernier, Étude de la corrélation angulaire bêta-gamma, d'après l'exploitation du cyclotron de l'Université de Louvain à Heverlee. Pierre Macq développe une carrière scientifique à l’Université de Californie à Berkeley, à Saclay en France, au CERN à Genève et au Cyclotron de l’UCL à Louvain-la-Neuve dont il coordonne la création à la fin des années 1960. Ses travaux lui valent plusieurs reconnaissances scientifiques et, en particulier, le prix Francqui en 1973.
À la suite de son maître, le professeur Marc de Hemptinne, il devient professeur à la Faculté des sciences, puis doyen, et finalement recteur de 1986 à 1995, premier laïc à exercer cette charge à l’UCL.
Il consacrera la première année de son éméritat à enseigner la physique à Madagascar.

## Prix et distinctions
- 1955 - Lauréat du Concours des bourses de voyage du Gouvernement belge (1955)
- 1959 - Prix Adolphe Wetrems (1959)
- 1964 - Prix Agathon De Potter de l'Académie royale de Belgique
- Prix décennal de physique, avec Marcel Demeur (Université Libre de Bruxelles) et Jean Humblet (Université de Liège)
- 1973 - Prix Francqui
- 1973 - Membre correspondant de l'Académie royale de Belgique
- 1986 - Membre de l'Académie royale de Belgique
- 1992 - Officier de la Légion d'honneur